# 德斯普兰斯河

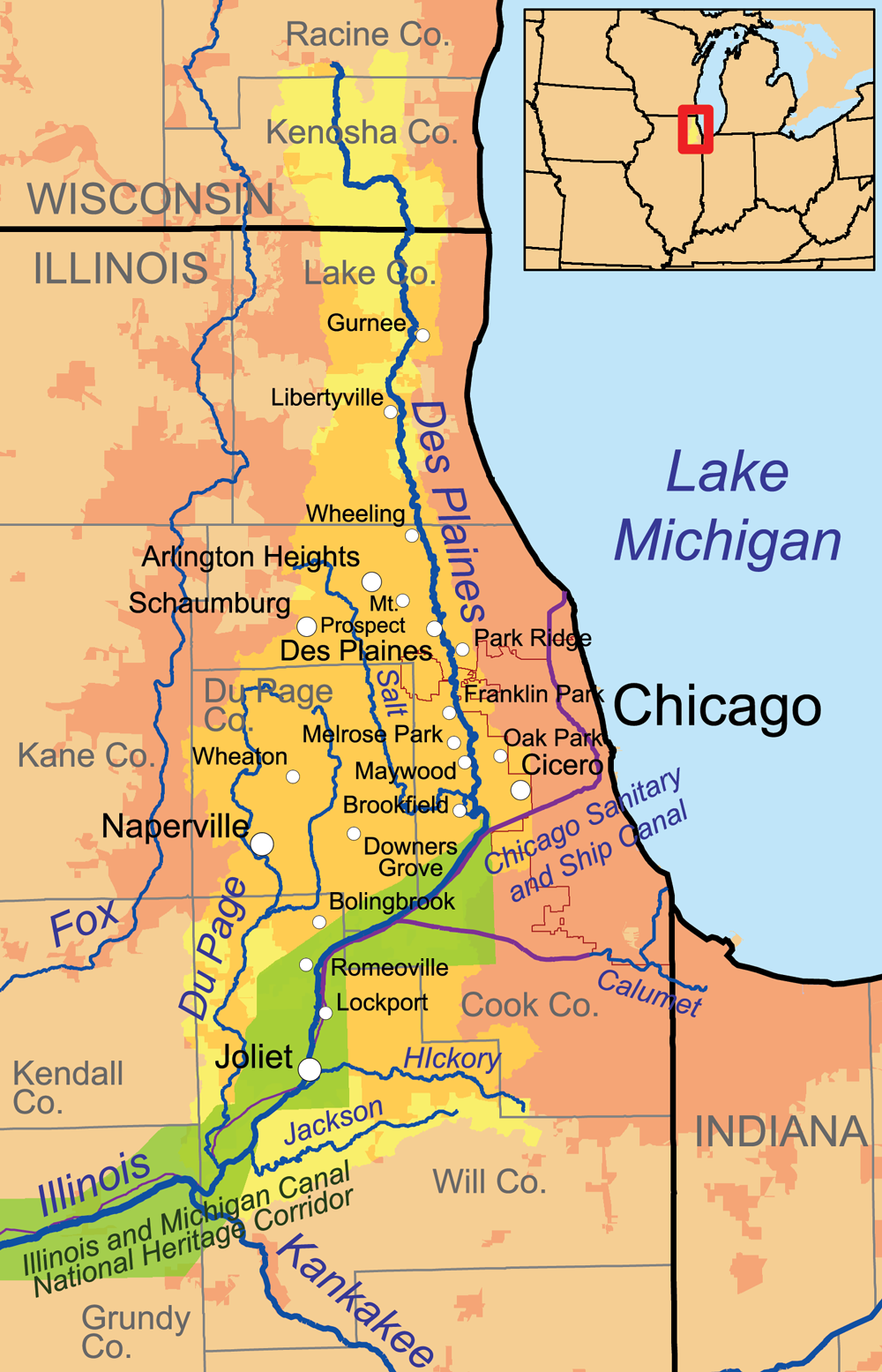
德斯普兰斯河流域地图

德斯普兰斯河（英語：Des Plaines River）是伊利诺伊河的右源河，发源于威斯康星州基诺沙以西处，向南流经威斯康星州和伊利诺伊州，最终和坎卡基河汇合，形成伊利诺伊河。德斯普兰斯河全长214公里，大部分河段的水位都很浅，约为3英尺。
德斯普兰斯河是芝加哥地区的重要河流。1872年时，洪水几乎导致德斯普兰斯河改道灌入芝加哥河，严重污染了芝加哥河。之后通过修建大坝以防止德斯普兰斯河改道。1885年，暴雨导致芝加哥河的污水冲入密西根湖，污染了城市的水源。市政人员自此开始筹建新运河，以改变芝加哥河流向，避免注入城市水源地——密西根湖。1900年，芝加哥环境卫生和航行运河建成，自此芝加哥河开始汇入德斯普兰斯河。
城镇德斯普蘭斯因此河而得名。